# The Architects’ Collaborative

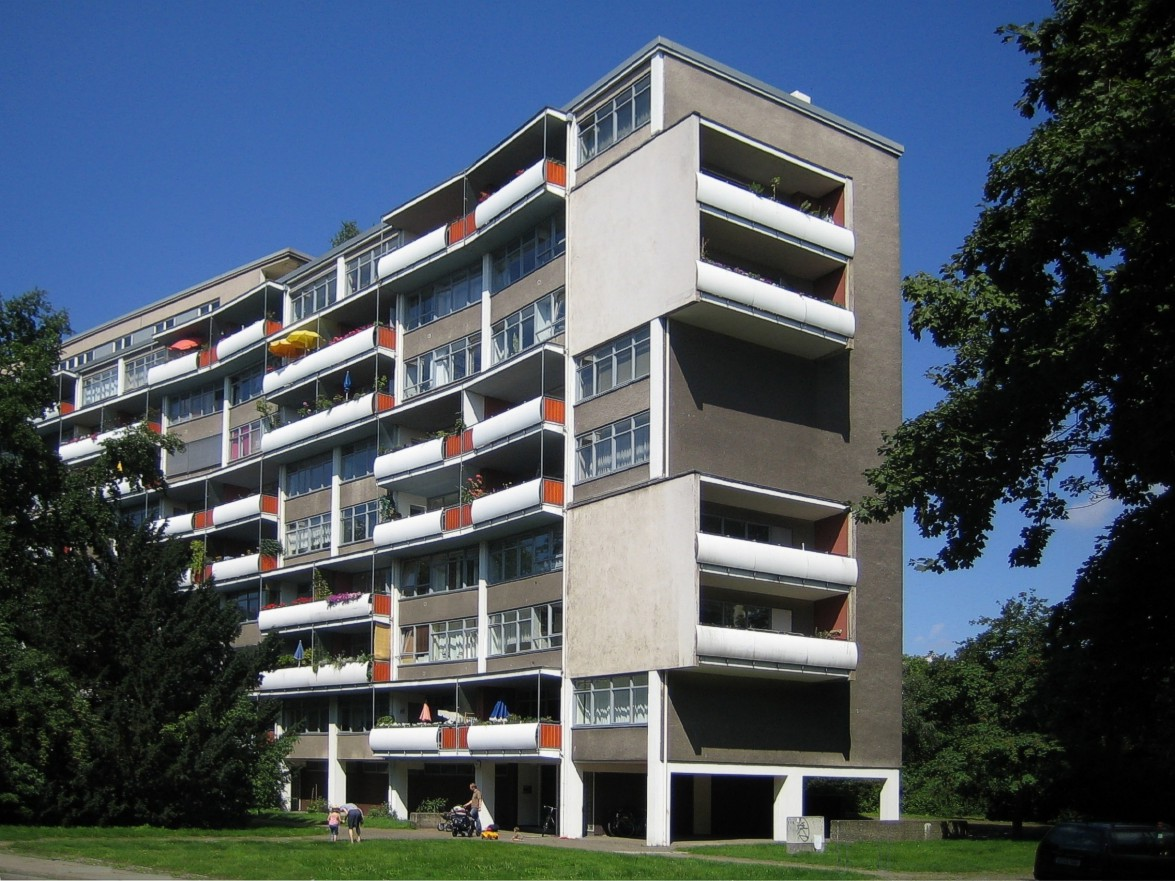
W. Gropius i TAC:
Budynek wielorodzinny na osiedlu Hansaviertel w Berlinie

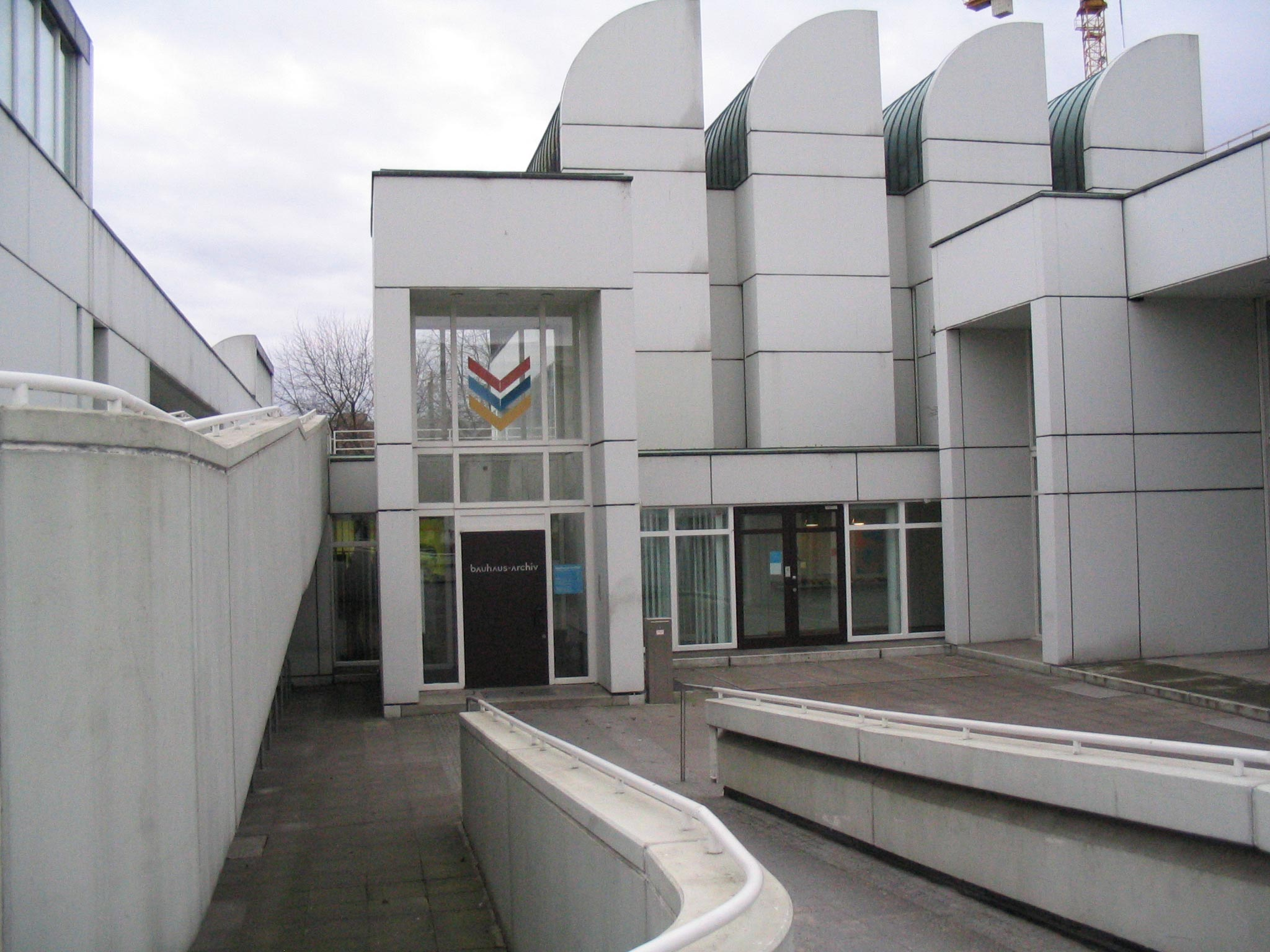
W. Gropius, A. Cvijanović i TAC: Archiwum Bauhausu w Berlinie

TAC (od The Architects’ Collaborative – ang. Kolektyw Architektów, Wspólnota Architektów) – amerykańskie biuro architektoniczne działające w latach 1946–1995 w Cambridge, założone przez Waltera Gropiusa i siedmioro jego uczniów.
Dalszymi wspólnikami w firmie byli Norman C. Fletcher (ur. 8 grudnia 1917, zm. 31 maja 2007), Jean B. Fletcher (ur. 1915, zm. 13 września 1965), John C. Harkness (ur. 30 listopada, 1916), Sarah P. Harkness (ur. 8 lipca, 1914), Robert S. McMillan (ur. 3 kwietnia 1916, zm. 14 marca 2001), Louis A. McMillen (ur. 21 października 1916, zm. 8 maja 1998) oraz Benjamin C. Thompson (ur. 3 lipca 1918, zm. 21 sierpnia 2002).
TAC zrealizowało wiele budynków o bardzo zróżnicowanych programach funkcjonalnych. Jednym z najczęściej podejmowanych zadań były publiczne placówki oświatowe.
TAC przyczyniło się do rozpowszechnienia stylu międzynarodowego w Ameryce Północnej.

## Sposób pracy
Gropius zakładając biuro, w którym był tylko jednym z partnerów, realizował demokratyczne ideały. W nazwie biura, nie zawierającym nazwiska Gropiusa, zawarł swój program kolektywnej pracy architektów. Początkowo biuro było tak zorganizowane, że ośmiu partnerów kierowało nim na rotacyjnie, każdy przez tydzień w ośmiotygodniowym cyklu. Partner stojący w danym momencie na czele kolektywu reprezentował je w tym czasie wobec inwestorów, a także podejmował kluczowe decyzje dotyczące projektów. W każdy czwartek partnerzy spotykali się i dyskutowali nad aktualnymi projektami. Z czasem firma rozrosła się jednak na tyle, że organizacja dyskusji, w których wszyscy mieliby równorzędne prawo głosu stała się niemożliwa. Doprowadziło to do powstania wewnątrz biura nieoficjalnych grup roboczych, w których poszczególni architekci działali właściwie niezależnie.

## Główne dzieła
- Harvard Graduate Center, 1950, Cambridge, Massachusetts, USA
- Budynek mieszkalny na wystawie Interbau, 1957, Berlin
- Pan Am Building (zbudowany jako siedziba linii lotniczych Pan Am, obecnie MetLife Building), 1958–1963, Nowy Jork, USA, przy współpracy z Emery Roth & Partners i Pietro Belucchim
- Osiedle Britz-Buckow-Rudow, zwane Gropiusstadt, ok. 1965–1975, Berlin
- Archiwum Bauhausu w Berlinie, 1976